# Buchenbühl
Buchenbühl ist seit dem 22. Juli 1922 ein Stadtteil der kreisfreien Stadt Nürnberg (Statistischer Bezirk 86 - Buchenbühl) nordöstlich des Stadtzentrums. Er ist fast vollständig vom Sebalder Reichswald umgeben und wird im Norden von der A 3 und dem Kraftshofer Forst, im Süden von Ziegelstein sowie im Südwesten vom Flughafen Nürnberg begrenzt.

## Lage
Der Stadtteil Buchenbühl liegt etwa einen Kilometer südwestlich seiner namensgebenden Erhebung Buchenbühl.

## Geschichte
Die Siedlung wurde ab 1919 unmittelbar nach dem Ersten Weltkrieg auf eigenmächtige Initiative des Soldatenrates beim III. Armeekorps auf dem westlichsten Sporn des Haidberges, unterhalb des Buchenbühls, errichtet. Als Architekten waren Jakob Schmeissner und Ludwig Ruff tätig. Um die entlassenen Soldaten und arbeitslos gewordene Rüstungsarbeiter zu beschäftigen, begann man ohne Genehmigung und ohne Finanzierung den Reichswald südlich der Gräfenbergbahn zu roden. Den ursprünglichen Siedlungsmittelpunkt bildet der Paulusstein, ein Gedenkstein an der Gemeindeverbindungsstraße von Nürnberg nach Kalchreuth und Heroldsberg. Am 2. Mai 1919 wurde das Siedlungswerk Nürnberg als Körperschaft des öffentlichen Rechts gegründet, um die Finanzierung sicherzustellen. Die Siedler bauten gemeinsam in Eigenleistung die ersten zweigeschossigen Doppelhäuser auf bis zu 2000 m² großen Grundstücken. Die enorme Grundstücksgröße sollte den Siedlern die Möglichkeit zur Selbstversorgung geben. Deshalb hatte jedes Anwesen einen kleinen Stallanbau. Die Doppelhäuser variierten mit zwei Grundtypen, traufseitig zur Straße mit Mansarddach und giebelseitig mit hohen Satteldächern. Die Nutzungsrechte an den Anwesen wurden nach Fertigstellung unter den Siedlern verlost. In den 1930er Jahren kamen weitere eingeschossige Häuser hinzu. Diese Bebauung hielt bis in die 1960er Jahre an. Die Neubautätigkeit ging in den 1970er Jahren aus Gründen des Lärmschutzes wegen der Nähe zum 1955 eröffneten Nürnberger Verkehrsflughafen drastisch zurück. Buchenbühl reicht bis auf 800 m an die Landebahn des Flughafens heran. Manche Häuser sind keine 300 m von der Einflugschneise entfernt.
Funde beim Buchenbühl weisen auf spätneolithische Siedlungen hin, die zeitlich nicht näher einzuordnen sind. An den Hängen des Buchenbühls wurde im Jahre 1834 das erste Saurierskelett Deutschlands, ein Plateosaurus, ausgegraben.

## Bildung und Kirchen

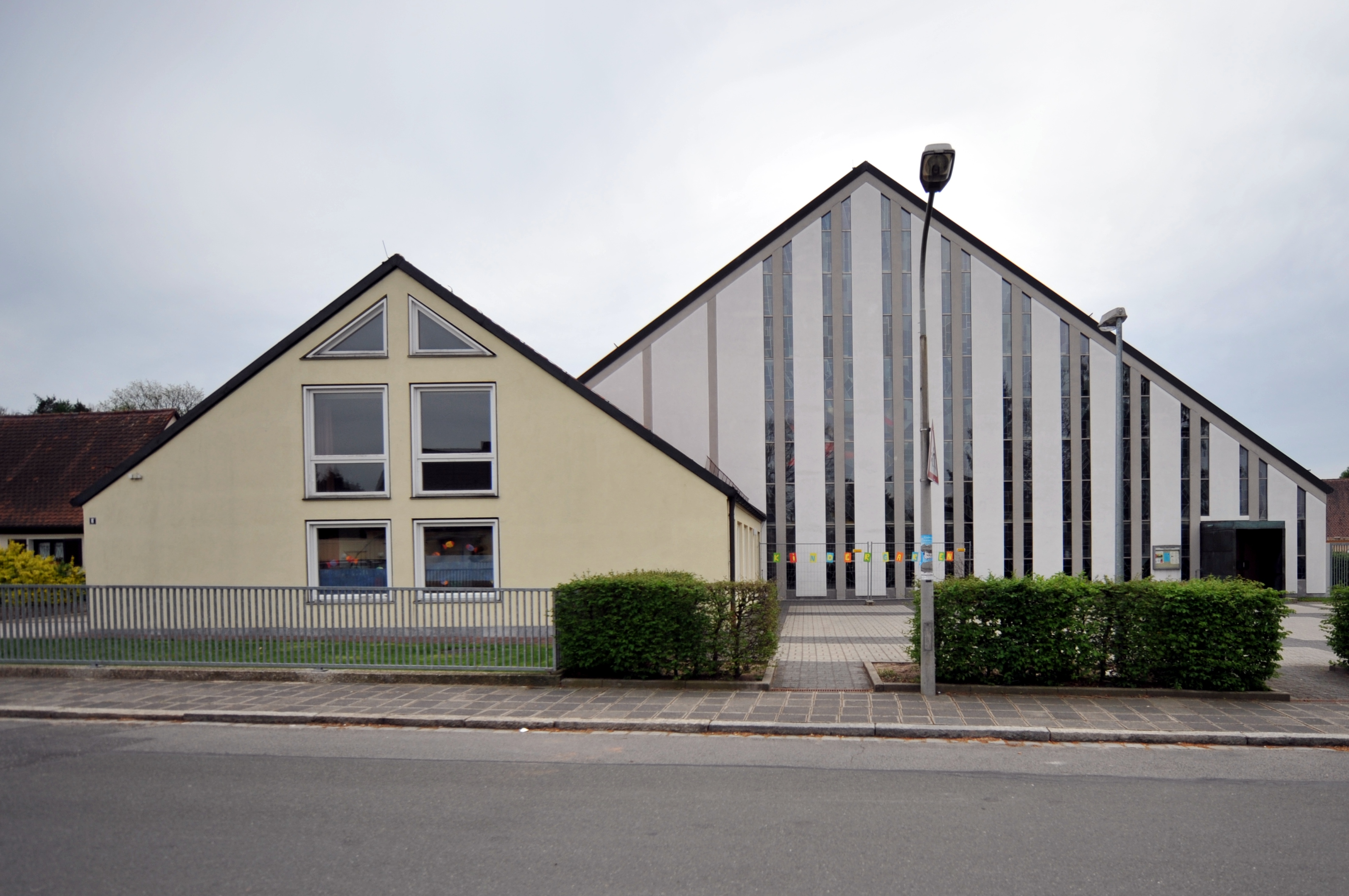
Buchenbühl Maria-Hilf-Kirche

Buchenbühl hat eine Grundschule an der Kalchreuther Straße, welche auch über einen Kinderhort verfügt. Die Haupt- bzw. Mittelschule löste sich zum Schuljahresende 2013/14 auf. An der Rathsbergstraße befindet sich ein Bildungszentrum der Bayerische Staatsforsten AöR.
1938 wurde in der Vollandstraße ein Betsaal der seit 1954 selbständigen evangelisch-lutherischen Kirchengemeinde im Dekanat Nürnberg. Die 1961 eingeweihte Himmelfahrtskirche bietet einen schlichten Rahmen mit wirkungsvoller Lichtführung für drei Holzplastiken des in Buchenbühl ansässigen Holzschnitzers Otto Fuchs. Ferner gibt es die katholische Kirchengemeinde Maria-Hilf, eine 1963 gegründete Kirchenstiftung. Die Maria-Hilf-Kirche ist eine Filialkirche der Pfarrei St. Georg Ziegelstein.
Im ehemaligen Betsaal bestehen ein evangelischer Kindergarten (sogenannter Waldkindergarten) und eine katholische Kindertagesstätte, die Kinder ab dem ersten Lebensjahr bis zur Einschulung betreut. (Kita Maria-Hilf)

## Infrastruktur

### Wirtschaft und Stadtverkehr
Nördlich der A 3, im Gleisbogen der Gräfenbergbahn, liegt das Industriegebiet Hahnenbalz, das aus einem Sägewerk hervorgegangen ist.
Buchenbühl hat seit 1928 eine Busanbindung nach Ziegelstein und ist über die Buslinie 21 an die Nürnberger U-Bahn angeschlossen.

### Haltepunkt Nürnberg-Buchenbühl
Durch diesen Ort führt die Gräfenbergbahn, die ehemals einen Haltepunkt Nürnberg-Buchenbühl ⊙ beiderseits der Kreuzung mit dem Märzenweg hatte. Er wurde am 13. Januar 1926 durch die Königlich Bayerischen Staatseisenbahnen als Ersatz für den ehemals weiter südlich gelegenen Bahnhof Ziegelstein eröffnet und von der Deutschen Bundesbahn am 31. Mai 1983, zusammen mit der Ausdünnung des Fahrplans der Gräfenbergbahn, aufgelassen. Die nach Fahrtrichtung getrennten Bahnsteige blieben erhalten. 
Eine Wiedereinrichtung des Haltepunkts wird aktuell im Rahmen des Ausbauprogramms S-Bahn Nürnberg (AuSbauNü) geprüft.
Bilder

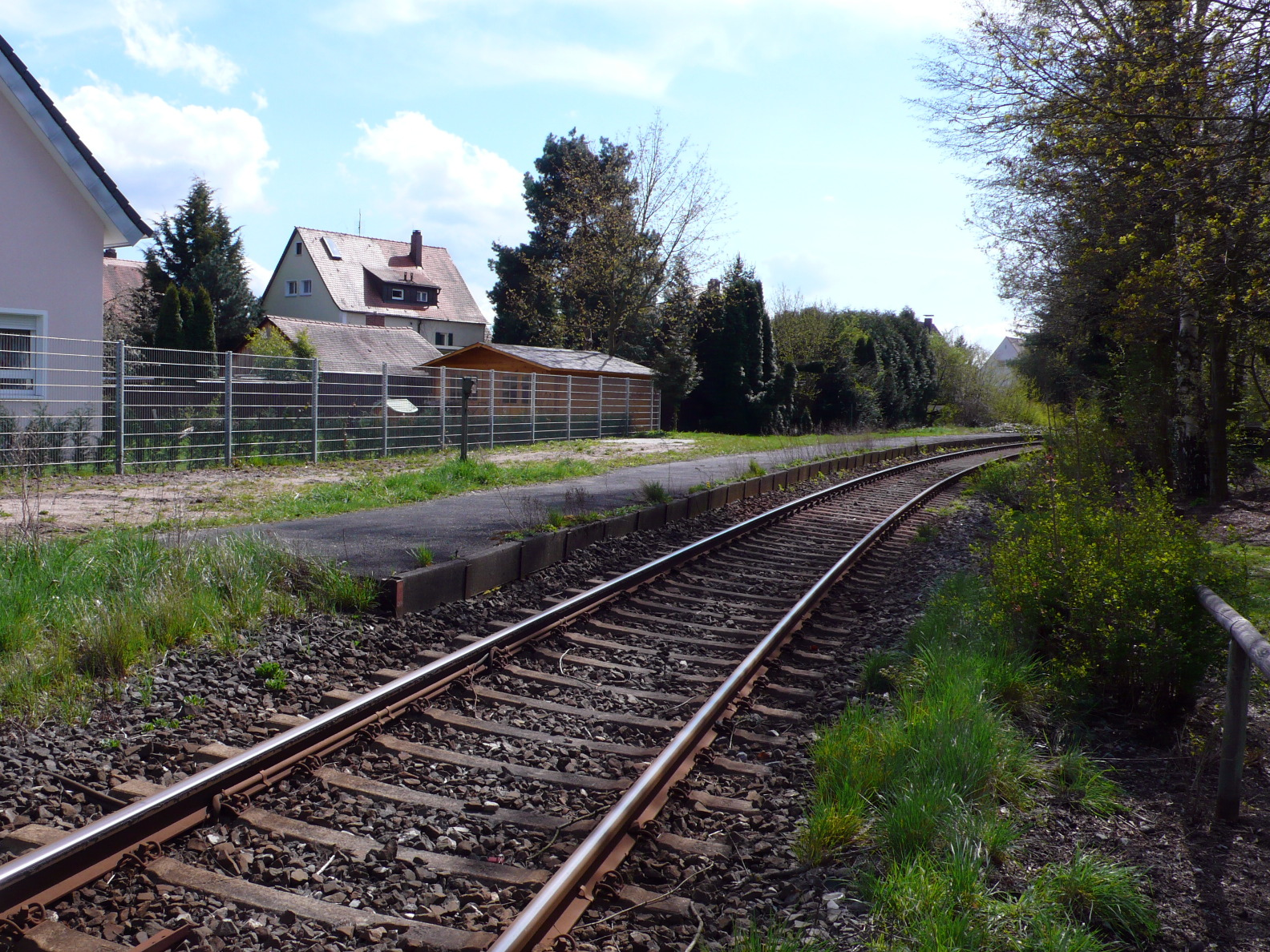
Der südlich gelegene Bahnsteig (2008)
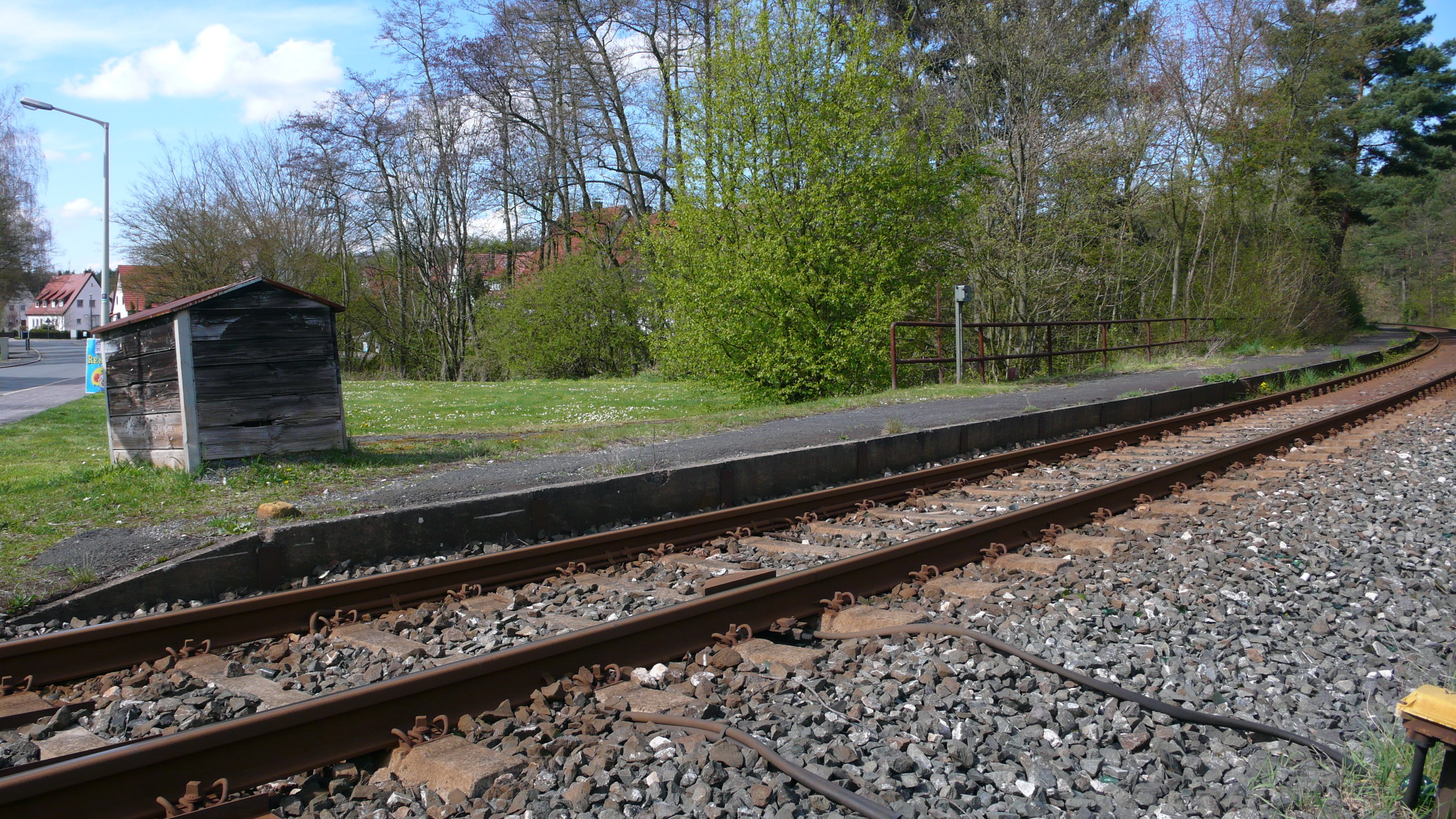
Der nördlich gelegene Bahnsteig (2008)
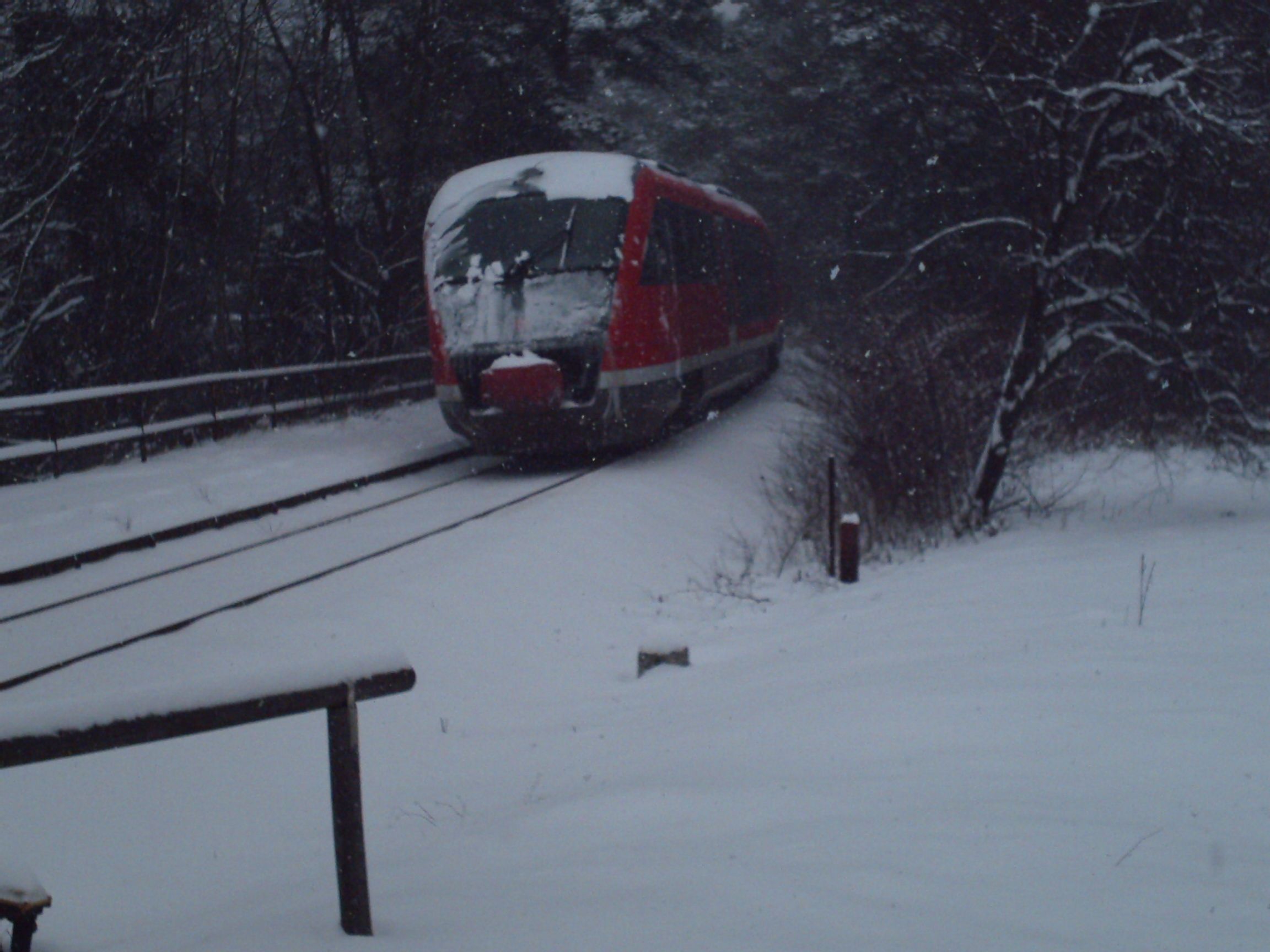
Nördlich gelegener Bahnsteig im Winter

### Wanderwege
Durch Buchenbühl verläuft der Fränkische Marienweg.

## Kultur
1923 wurde in Buchenbühl eine Männergesangsgruppe gegründet, die 1931 dem Allgemeinen Sportverein Buchenbühl beitrat und 1933 mit diesem aufgelöst wurde. 1954 wurde der Männergesangsverein Nürnberg-Buchenbühl gegründet.
Der Volkstrachtenverein Buchenbühl wurde von Mitgliedern einer Plattlergruppe der Buchenbühler Siedlergemeinschaft und anderer Trachtenvereine 1938 gegründet und pflegt fränkisches Brauchtum.
Der evangelische Posaunenchor Buchenbühl existiert seit 1952, gestaltet jedes Jahr das Himmelfahrtsfest der evangelischen Himmelfahrtskirche mit, spielt am Kirchweihsonntag Mitte Juli zum traditionellen Frühschoppen an der katholischen Maria-Hilf-Kirche auf und richtet am ersten Sonntag im Juli einen Waldgottesdienst auf der Flughafenwiese aus.